# Lapparentosaurus
Lapparentosaurus là một chi khủng long, được Bonaparte mô tả khoa học năm 1986.